# Анна, це особливе задоволення
«Анна, це особливе задоволення» — італійська еротична кінодрама 1972 року, знятий режисером Джуліано Карнімео, з Едвіж Фенек у головній ролі.

## Сюжет
Гарна, але бідна молода дівчина Анна стає багатою після того, як знайомиться з мафіозі Гвідо, але скоро дізнається ціну, яка буде заплачена за таке життя.

## У ролях
- Едвіж Фенек: Анна Ловізі
- Коррадо Пані: Гвідо Сальві
- Річард Конте: Ріккардо Сольяні
- Джон Річардсон: Лоренцо Віотто
- Етторе Манні: Зуко
- Лаура Бонапарте: Лоредана
- Паоло Лена: Паоло
- Енніо Бальбо: Фроссі
- Габріелла Джакоббе: черниця дитячого садка
- Коррадо Гаїпа: лікар
- Бруно Кораццарі: Альбінос
- Ніно Казале: спільник Сольяні
- Умберто Рахо: адвокат Сольяні
- Ширлі Корріган: Ліза
- Карла Кало: мати Анни
- Альдо Барберіто: батько Анни
- Вільма Касагранде: С'юзі
- Томмазо Феллегі: портьє
- Джон Барта: Герлі
- Карла Манчіні: епізод
- Бруно Боскетті: епізод
- Вітторіо Пінеллі: агент Інтерполу
- Іріде Де Сантіс: епізод

## Знімальна група
- Режисер: Джуліано Карнімео
- Сценарій: Сауро Скаволіні, Лучано Мартіно, Франческо Міліція, Ернесто Гастальді
- Продюсер: Лучано Мартіно
- Оператор: Марчелло Масчоккі
- Композитор: Лучано Мікеліні
- Художник: Оскар Каппоні
- Монтаж: Еудженіо Алабізо
- Грим: Маріо Ван Ріель